# أليسغا ساكاجوتشي
أليسغا ساكاجوتشي (بالبولندية: Alicja Sakaguchi)‏ هي لغوية بولندية، ولدت في 1954 في شتشين في بولندا.